# Västra shelfisen

Lägeskarta över Västra shelfisen.

Västra shelfisen (engelska: West Ice Shelf) är ett shelfisområde i östra Antarktis. Området är den 9:e största shelfisen i Antarktis.

## Geografi
Västra shelfisen ligger i Östantarktis mellan Barrier Bay och Posadowsky Bay vid Leopold and Astrid Coast utanför Princess Elizabeth land. Området har en sammanlagd yta på cirka 16 370 km² med en längd på cirka 290 km och cirka 60 km bred. Shelfisen sträcker sig mellan cirka 66° 00' S till 68° 00' S och 85° 00' Ö till 89° 00' Ö.
Området matas på med is av en rad glaciärer.

## Historia
Västra shelfisen upptäcktes i februari 1902 av den Tyska Antarktisexpeditionen med fartyget "Gauss" under ledning av Erich von Drygalski, Området namngavs då efter dess geografiska läge.
Expeditionen fick gott om tid att skåda shelfisen då fartyget den 21 februari fastnade i packis och inte kom loss före den 8 februari året efter.
1953 fastställdes namnet av amerikanska "Advisory Committee on Antarctic Names" (US-ACAN, en enhet inom United States Geological Survey) och brittiska "Antarctic Place-Names Committee" (UK-APC, en enhet inom Foreign and Commonwealth Office).